# Liste de l'observatoire mondial des monuments (2008)
Pour les articles homonymes, voir Liste de l'observatoire mondial des monuments.
Cet article recense les sites concernés par l'observatoire mondial des monuments en 2008.

## Généralités
L'observatoire mondial des monuments (World Monuments Watch en anglais) est le programme principal du Fonds mondial pour les monuments (World Monuments Fund), une organisation non gouvernementale à but non lucratif basée à New York, aux États-Unis. Cet observatoire a pour but d'identifier et de préserver les biens culturels importants en danger.
Tous les deux ans depuis 1996, le programme publie la liste des 100 sites les plus en danger, nécessitant des efforts de protection et de financement urgents. Ces sites sont proposés par les gouvernements, des organismes privés actifs dans le domaine patrimonial ou des individus. La liste est produite par un panel d’experts internationaux en architecture, archéologie, histoire de l'art et préservation ou restauration de sites patrimoniaux.

## Liste
| Site                                       | Lieu                                         | Pays                                         | Photo |
| ------------------------------------------ | -------------------------------------------- | -------------------------------------------- | ----- |
| Murad Khane                                | Kaboul                                       | Afghanistan                                  |       |
| Restes des Bouddhas de Bâmiyân             | Bâmiyân                                      | Afghanistan                                  |       |
| Tepe Narenj                                | Kaboul                                       | Afghanistan                                  |       |
| Mausolées de Medracen et El-Khroub         | Wilaya de Constantine                        | Algérie                                      |       |
| Abri d'Ernest Shackleton                   | Cap Royds, île de Ross                       | Antarctique                                  |       |
| Synagogue Brener                           | Moisés Ville                                 | Argentine                                    |       |
| Kumayri                                    | Gyumri                                       | Arménie                                      |       |
| Pétroglyphes de Murujuga                   | Archipel Dampier                             | Australie                                    |       |
| Khinalug                                   | Quba                                         | Azerbaïdjan                                  |       |
| Sonargaon                                  | Sonargaon                                    | Bangladesh                                   |       |
| Hôtel de ville de Sarajevo                 | Sarajevo                                     | Bosnie-Herzégovine                           |       |
| Porangatu                                  | Porangatu                                    | Brésil                                       |       |
| Novae                                      | Svichtov                                     | Bulgarie                                     |       |
| Loropéni                                   | Loropéni, Poni                               | Burkina Faso                                 |       |
| Île Herschel                               | Yukon                                        | Canada                                       |       |
| Institut de biologie marine de Montemar    | Viña del Mar                                 | Chili                                        |       |
| Grottes de Xumishan                        | Xian de Guyuan, Ningxia                      | Chine                                        |       |
| Shanghai moderne                           | Shanghai                                     | Chine                                        |       |
| Vieille ville de Famagouste                | Famagouste                                   | Chypre                                       |       |
| Mosquée Aqsunqur                           | Le Caire                                     | Égypte                                       |       |
| Nécropole thébaine                         | Louxor                                       | Égypte                                       |       |
| Shunet ez-Zebib                            | Abydos                                       | Égypte                                       |       |
| Tombe de Darbush                           | Massaoua                                     | Érythrée                                     |       |
| Fondation Miró                             | Barcelone, Catalogne                         | Espagne                                      |       |
| Florida Southern College                   | Lakeland, Floride                            | États-Unis                                   |       |
| Main Street Modern                         | Multiples                                    | États-Unis                                   |       |
| New York State Pavilion                    | Queens, New York                             | États-Unis                                   |       |
| Quartier historique de La Nouvelle-Orléans | La Nouvelle-Orléans, Louisiane               | États-Unis                                   |       |
| Salk Institute for Biological Studies      | San Diego, Californie                        | États-Unis                                   |       |
| Tutuveni                                   | Terres tribales Hopi, Arizona                | États-Unis                                   |       |
| Route 66                                   | Chicago, Illinois, à Los Angeles, Californie | États-Unis                                   |       |
| Maison de Mohammad Ali                     | Addis-Abeba                                  | Éthiopie                                     |       |
| Chapelle de la commanderie d'Épailly       | Courban                                      | France                                       |       |
| Monastère de Ghélati                       | Koutaïssi                                    | Géorgie                                      |       |
| Palais de Wa Naa                           | Wa                                           | Ghana                                        |       |
| Églises de Lesbos                          | Lesbos                                       | Grèce                                        |       |
| Tombes de Pella                            | Pella                                        | Grèce                                        |       |
| Palais du Capitaine général                | Antigua Guatemala                            | Guatemala                                    |       |
| Seibal                                     | Sayaxché                                     | Guatemala                                    |       |
| Amer                                       | Jaipur, Rajasthan                            | Inde                                         |       |
| Chettinad                                  | Karaikudi, Tamil Nadu                        | Inde                                         |       |
| Srinagar                                   | Srinagar, Jammu-et-Cachemire                 | Inde                                         |       |
| Vieille ville et palais de Leh             | Leh, Ladakh                                  | Inde                                         |       |
| Yantra Mandir                              | Jaipur, Rajasthan                            | Inde                                         |       |
| Kota Gede                                  | Kotagede                                     | Indonésie                                    |       |
| Sites culturels d'Irak                     | Multiples                                    | Irak                                         |       |
| Tara                                       | Comté de Meath                               | Irlande                                      |       |
| Vernon Mount                               | Comté de Cork                                | Irlande                                      |       |
| Paysage culturel du Jourdain               | Jourdain                                     | Israël, Jordanie et Territoires palestiniens |       |
| Forteresse de Fenestrelle                  | Fenestrelle, Piémont                         | Italie                                       |       |
| Nymphée des jardins Farnèse                | Rome, Latium                                 | Italie                                       |       |
| Paysage culturel de la Transhumance        | Molise                                       | Italie                                       |       |
| Ponte visconteo                            | Valeggio sul Mincio, Vénétie                 | Italie                                       |       |
| Centre historique de Falmouth              | Falmouth                                     | Jamaïque                                     |       |
| Khirbet et-Tannur                          | Tafilah                                      | Jordanie                                     |       |
| Qusair Amra                                | Azraq                                        | Jordanie                                     |       |
| Wadi Mathendous                            | Fezzan                                       | Libye                                        |       |
| Église Sainte-Mère de Dieu Péribleptos     | Ohrid                                        | Macédoine                                    |       |
| Vieille ville de Fianarantsoa              | Fianarantsoa                                 | Madagascar                                   |       |
| Fort Saint-Elme                            | La Vallette                                  | Malte                                        |       |
| Mosquée Al-Azhar                           | Fès                                          | Maroc                                        |       |
| Mosquée de Chinguetti                      | Chinguetti                                   | Mauritanie                                   |       |
| Huaca                                      | Veracruz, Veracruz                           | Mexique                                      |       |
| Missions du Chihuahua                      | Chihuahua                                    | Mexique                                      |       |
| Monte Albán                                | Oaxaca de Juárez                             | Mexique                                      |       |
| Teuchitlán - Guachimontones                | Teuchitlán, Jalisco                          | Mexique                                      |       |
| Monolithes d'Ikom                          | Ikom, Cross River                            | Nigeria                                      |       |
| Ayaz Kala                                  | Ellikala, Karakalpakstan                     | Ouzbékistan                                  |       |
| Madrasa Rachid                             | Boukhara                                     | Ouzbékistan                                  |       |
| Centre historique de Shikarpur             | Shikarpur, Sind                              | Pakistan                                     |       |
| Art rupestre de Macusani-Corani            | Macusani et district de Corani               | Pérou                                        |       |
| Centre historique de Lima                  | Lima                                         | Pérou                                        |       |
| Couvent Santa Catalina                     | Arequipa                                     | Pérou                                        |       |
| Église San Pedro Apóstol d'Andahuaylillas  | Andahuaylillas                               | Pérou                                        |       |
| Machu Picchu                               | Province d'Urubamba                          | Pérou                                        |       |
| Terrasses de Laraos                        | Yauyos                                       | Pérou                                        |       |
| Mavisbank House                            | Midlothian, Écosse                           | Royaume-Uni                                  |       |
| Richhill House                             | Richhill, Irlande du Nord                    | Royaume-Uni                                  |       |
| Séminaire Saint Peter                      | Cardross, Écosse                             | Royaume-Uni                                  |       |
| Wilton's Music Hall                        | Londres, Angleterre                          | Royaume-Uni                                  |       |
| Panorama urbain de Saint-Pétersbourg       | Saint-Pétersbourg                            | Russie                                       |       |
| Tour de Mendeleïev                         | Saint-Pétersbourg                            | Russie                                       |       |
| Île de Saint-Louis                         | Saint-Louis                                  | Sénégal                                      |       |
| Monuments historiques de Freetown          | Freetown                                     | Sierra Leone                                 |       |
| Complexe équestre de Banská Štiavnica      | Banská Štiavnica                             | Slovaquie                                    |       |
| Laas Geel                                  | Somaliland                                   | Somalie                                      |       |
| Ville sacrée de Kandy                      | Kandy                                        | Sri Lanka                                    |       |
| Ljungberg Hall                             | Borlange City                                | Suède                                        |       |
| Cyrrhus                                    | Azaz                                         | Syrie                                        |       |
| Vieille ville de Damas                     | Damas                                        | Syrie                                        |       |
| Sites historiques de Kilwa Kisiwani        | Lindi                                        | Tanzanie                                     |       |
| Basilique de la Nativité de Bethléem       | Bethléem                                     | Territoires palestiniens                     |       |
| Çukur Han                                  | Ankara                                       | Turquie                                      |       |
| Église Meryem Ana                          | Göreme, Cappadoce                            | Turquie                                      |       |
| Kızıl kilise (Église Rouge)                | Güzelyurt, Sivrihisar, Cappadoce             | Turquie                                      |       |
| Hasankeyf                                  | Hasankeyf                                    | Turquie                                      |       |
| Murailles de Constantinople                | Istanbul                                     | Turquie                                      |       |
| Château de Pidhirtsi                       | Pidhirtsi                                    | Ukraine                                      |       |
| Bumbusi                                    | Matabeleland                                 | Zimbabwe                                     |       |